# Eforie
Eforie – miasto w Rumunii w okręgu Konstanca, na brzegu Morza Czarnego, 14 km na południe od Konstancy. Liczy 9294 mieszkańców (2002). Miejscowość znana jako jeden z kurortów morskich.
Miasto powstało w 1966 r. z połączenia dwóch miejscowości, Eforie Sud i Eforie Nord.

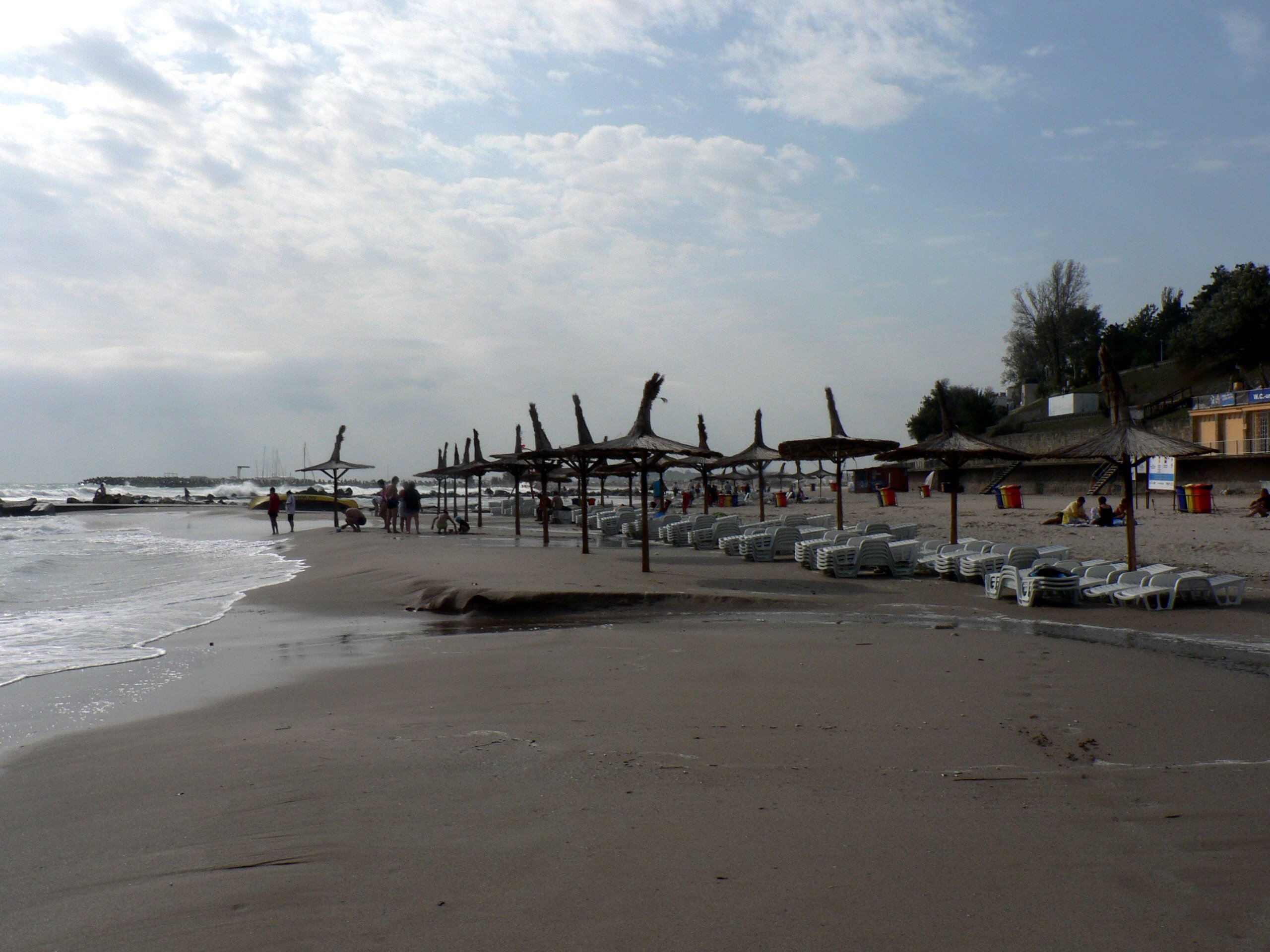
Plaża w Eforie Nord